# Aldila Sutjiadi
Aldila Sutjiadi (ur. 2 maja 1995 w Dżakarcie) – indonezyjska tenisistka, reprezentantka kraju w rozgrywkach Pucharu Billie Jean King.

## Kariera tenisowa
W 2018 roku, startując w parze z Christopherem Rungkatem, zdobyła złoty medal igrzysk azjatyckich w grze mieszanej. W finale indonezyjska para pokonała debel Luksika Kumkhum-Sonchat Ratiwatana.
W 2022 roku podczas Australian Open zadebiutowała w wielkoszlemowym turnieju głównym w grze podwójnej. Startując w parze z Peangtarn Plipuech, odpadła w pierwszej rundzie rozgrywek.

## Finały turniejów WTA
| Legenda                   | Legenda |
| ------------------------- | ------- |
| Wielki Szlem              |         |
| Igrzyska olimpijskie      |         |
| WTA Tour Championships    |         |
| WTA Elite Trophy          |         |
| od 2021                   |         |
| WTA 1000 (obowiązkowe)    |         |
| WTA 1000 (nieobowiązkowe) |         |
| WTA 500                   |         |
| WTA 250                   |         |
| WTA 125                   |         |

### Gra podwójna 8 (5–3)
| Końcowy wynik | Nr | Data                 | Turniej   | Nawierzchnia | Partnerka      | Przeciwniczki                               | Wynik finału      |
| ------------- | -- | -------------------- | --------- | ------------ | -------------- | ------------------------------------------- | ----------------- |
| Zwyciężczyni  | 1. | 9 kwietnia 2022      | Bogota    | Ceglana      | Astra Sharma   | Emina Bektas Tara Moore                     | 4:6, 6:4, 11–9    |
| Finalistka    | 1. | 23 lipca 2022        | Hamburg   | Ceglana      | Miyu Katō      | Sophie Chang Angela Kulikov                 | 3:6, 6:4, 6–10    |
| Zwyciężczyni  | 2. | 8 stycznia 2023      | Auckland  | Twarda       | Miyu Katō      | Leylah Fernandez Bethanie Mattek-Sands      | 1:6, 7:5, 10–4    |
| Zwyciężczyni  | 3. | 5 marca 2023         | Austin    | Twarda       | Erin Routliffe | Nicole Melichar-Martinez Ellen Perez        | 6:4, 3:6, 10–8    |
| Zwyciężczyni  | 4. | 26 sierpnia 2023     | Cleveland | Twarda       | Miyu Katō      | Nicole Melichar-Martinez Ellen Perez        | 6:4, 6:7(4), 10–8 |
| Finalistka    | 2. | 29 października 2023 | Zhuhai    | Twarda       | Miyu Katō      | Beatriz Haddad Maia Wieronika Kudiermietowa | 3:6, 3:6          |
| Zwyciężczyni  | 5. | 4 lutego 2024        | Hua Hin   | Twarda       | Miyu Katō      | Guo Hanyu Jiang Xinyu                       | 6:4, 1:6, 10–7    |
| Finalistka    | 3. | 25 maja 2024         | Strasburg | Ceglana      | Asia Muhammad  | Cristina Bucșa Monica Niculescu             | 6:3, 4:6, 6–10    |

## Finały turniejów WTA 125

### Gra podwójna 6 (4–2)
| Końcowy wynik | Nr | Data                 | Turniej    | Nawierzchnia  | Partnerka          | Przeciwniczki                    | Wynik finału      |
| ------------- | -- | -------------------- | ---------- | ------------- | ------------------ | -------------------------------- | ----------------- |
| Finalistka    | 1. | 1 sierpnia 2021      | Charleston | Ceglana       | Erin Routliffe     | Liang En-shuo Rebecca Marino     | 7:5, 5:7, 7–10    |
| Finalistka    | 2. | 6 listopada 2021     | Midland    | Twarda (hala) | Peangtarn Plipuech | Harriet Dart Asia Muhammad       | 3:6, 6:2, 7–10    |
| Zwyciężczyni  | 1. | 29 października 2022 | Tampico    | Ceglana       | Tereza Mihalíková  | Ashlyn Krueger Elizabeth Mandlik | 7:5, 6:2          |
| Zwyciężczyni  | 2. | 13 listopada 2022    | Colina     | Ceglana       | Jana Sizikowa      | Majar Szarif Tamara Zidanšek     | 6:1, 3:6, 10–7    |
| Zwyciężczyni  | 3. | 18 maja 2024         | Paryż      | Ceglana       | Asia Muhammad      | Monica Niculescu Zhu Lin         | 7:6(3), 4:6, 11–9 |
| Zwyciężczyni  | 4. | 2 maja 2025          | Vic        | Ceglana       | Bianca Andreescu   | Leylah Fernandez Lulu Sun        | 6:2, 6:4          |

## Występy w Turnieju WTA Elite Trophy

### W grze podwójnej
| Rok  | Rezultat | Partnerka | Przeciwniczki                               | Wynik    |
| 2023 | Finał    | Miyu Katō | Beatriz Haddad Maia Wieronika Kudiermietowa | 3:6, 3:6 |

## Finały turniejów ITF
| turnieje z pulą nagród 100 000 $ (W100)  |
| turnieje z pulą nagród 80 000 $ (W80)    |
| turnieje z pulą nagród 60 000 $ (W75)    |
| turnieje z pulą nagród 40 000 $ (W50)    |
| turnieje z pulą nagród 25/30 000 $ (W35) |
| turnieje z pulą nagród 15 000 $ (W15)    |
| turnieje z pulą nagród 10 000 $          |

### Gra pojedyncza 4 (1–3)
| Rezultat     |    | Data       | Turniej  | ($)    | Naw.   | Przeciwniczka    | Wynik         |
| Zwyciężczyni | 1. | 14/07/2018 | Solo     | 15 000 | Twarda | Du Zhima         | 6:2, 6:0      |
| Finalistka   | 1. | 01/12/2018 | Hua Hin  | 15 000 | Twarda | Nudnida Luangnam | 1:6, 6:3, 3:6 |
| Finalistka   | 2. | 08/12/2018 | Hua Hin  | 15 000 | Twarda | Nudnida Luangnam | 3:6, 6:1, 1:6 |
| Finalistka   | 3. | 26/05/2019 | Singapur | 25 000 | Twarda | Nudnida Luangnam | 3:6, 2:6      |

### Gra podwójna 26 (16–10)
| Rezultat     |     | Data       | Turniej         | ($)      | Naw.          | Partnerka          | Przeciwniczki                        | Wynik                |
| Finalistka   | 1.  | 06/07/2013 | Solo            | 10 000   | Twarda        | Zhu Aiwen          | Beatrice Gumulya Jessy Rompies       | 2:6, 4:6             |
| Zwyciężczyni | 1.  | 14/06/2014 | Solo            | 10 000   | Twarda        | Nadia Ravita       | Beatrice Gumulya Jessy Rompies       | 6:2, 7:6(3)          |
| Finalistka   | 2.  | 04/05/2018 | Hua Hin         | 15 000   | Twarda        | Sheng Yuqi         | Zeel Desai Bunyawi Thamchaiwat       | 5:7, 1:6             |
| Finalistka   | 3.  | 11/05/2018 | Hua Hin         | 15 000   | Twarda        | Sheng Yuqi         | Wang Danni Amy Zhu                   | 6:1, 4:6, 7–10       |
| Zwyciężczyni | 2.  | 21/07/2018 | Dżakarta        | 15 000   | Twarda        | Arianne Hartono    | Mana Ayukawa Zeel Desai              | 6:1, 6:2             |
| Zwyciężczyni | 3.  | 17/11/2018 | Muzaffarnagar   | 25 000   | Trawiasta     | Wang Danni         | Kyōka Okamura Michika Ozeki          | 7:6(6), 7:5          |
| Finalistka   | 4.  | 30/11/2018 | Hua Hin         | 15 000   | Twarda        | Ayaka Okuno        | Bunyawi Thamchaiwat Nudnida Luangnam | 4:6, 2:6             |
| Zwyciężczyni | 4.  | 07/12/2018 | Hua Hin         | 15 000   | Twarda        | Nadia Ravita       | Joanna Garland Mananchaya Sawangkaew | 6:2, 6:4             |
| Zwyciężczyni | 5.  | 26/01/2019 | Singapur        | 25 000   | Twarda        | Paige Hourigan     | Eudice Chong Zhang Ling              | 6:2, 6:3             |
| Zwyciężczyni | 6.  | 14/04/2019 | Hongkong        | 25 000   | Twarda (hala) | Paige Hourigan     | Maddison Inglis Kaylah McPhee        | 6:3, 6:1             |
| Zwyciężczyni | 7.  | 25/05/2019 | Singapur        | 25 000   | Twarda        | Paige Hourigan     | Emily Appleton Catherine Harrison    | 6:1, 7:6(5)          |
| Zwyciężczyni | 8.  | 27/07/2019 | Nonthaburi      | 25 000   | Twarda        | Eudice Chong       | Akiko Ōmae Peangtarn Plipuech        | 7:6(2), 6:4          |
| Zwyciężczyni | 9.  | 03/08/2019 | Nonthaburi      | 25 000   | Twarda        | Eudice Chong       | Erika Sema Wu Meixu                  | 6:2, 6:1             |
| Finalistka   | 5.  | 24/08/2019 | Guiyang         | 25 000   | Ceglana       | Chong Eudice       | Tang Qianhui Jiang Xinyu             | 5:7, 5:7             |
| Zwyciężczyni | 10. | 13/10/2019 | Makinohara      | 25 000   | Dywanowa      | Eudice Chong       | Erina Hayashi Momoko Kobori          | 6:7(5), 7:6(5), 10–4 |
| Zwyciężczyni | 11. | 19/10/2019 | Hamamatsu       | 25 000   | Dywanowa      | Eudice Chong       | Sakura Hondo Ramu Ueda               | 6:3, 6:4             |
| Finalistka   | 6.  | 01/05/2021 | Charlottesville | 60 000   | Ceglana       | Erin Routliffe     | Anna Danilina Arina Rodionowa        | 1:6, 3:6             |
| Zwyciężczyni | 12. | 16/05/2021 | Bonita Springs  | 100 000  | Ceglana       | Erin Routliffe     | Eri Hozumi Miyu Katō                 | 6:3, 4:6, 10–6       |
| Finalistka   | 7.  | 19/06/2021 | Sumter          | 25 000   | Twarda        | Paige Hourigan     | Emina Bektas Catherine Harrison      | 5:7, 4:6             |
| Zwyciężczyni | 13. | 26/06/2021 | Charleston      | 60 000   | Ceglana       | Fanny Stollár      | Rasheeda McAdoo Peyton Stearns       | 6:0, 6:4             |
| Finalistka   | 8.  | 08/01/2022 | Traralgon       | 60 000+H | Twarda        | Catherine Harrison | Emina Bektas Tara Moore              | 6:0, 6:7(1), 8–10    |
| Zwyciężczyni | 14. | 30/04/2022 | Charleston      | 100 000  | Ceglana       | Katarzyna Kawa     | Sophie Chang Angela Kulikov          | 6:1, 6:4             |
| Zwyciężczyni | 15. | 06/08/2022 | Lexington       | 60 000   | Twarda        | Kateryna Wołodko   | Jada Hart Dalayna Hewitt             | 7:5, 6:3             |
| Finalistka   | 9.  | 08/10/2022 | Redding         | 25 000   | Twarda        | Alexa Glatch       | Rasheeda McAdoo Hanna Poznichirenko  | 6:7(3), 5:7          |
| Finalistka   | 10. | 01/03/2025 | Arcadia         | 30 000   | Twarda        | Janice Tjen        | Victoria Osuigwe Alana Smith         | 3:6, 4:6             |
| Zwyciężczyni | 16. | 12/04/2025 | Saragossa       | 100 000  | Ceglana       | Olivia Gadecki     | Aliona Bolsova Ángela Fita Boluda    | 6:4, 6:3             |